# Namibia-Dollar
Der Namibia-Dollar, eigentlich englisch Namibia Dollar, (N$ beziehungsweise NAD) ist die Währung von Namibia und wurde 1993, drei Jahre nach der Unabhängigkeit, eingeführt.
Er löste den bis dahin geltenden Südafrikanischen Rand (R bzw. ZAR) als offizielles Zahlungsmittel ab, dieser ist aber weiterhin anerkanntes legales Zahlungsmittel.
Namibia und Eswatini, Lesotho und Südafrika bilden die Common Monetary Area (CMA). Zwischen allen Währungen dieser Länder (Rand, Loti, Lilangeni und Namibia-Dollar) herrscht eine 1:1-Parität.
Im Umlauf sind seit 1993 Banknoten im Wert von 10, 50 und 100 Namibia-Dollar, Münzen in Werten von 1 und 5 Namibia-Dollar sowie 5, 10 und 50 Cent. Die 5-Cent-Münzen werden seit 2019 abgeschafft. Seit 1996 zirkulieren zudem Banknoten im Wert 20, seit 2001 auch im Wert von 200 Namibia-Dollar und seit 21. März 2020 im Wert von 30 Namibia-Dollar sowie seit März 2025 von 60 Namibia-Dollar.
Im Juli 2025 wurde die Ausgabe komplett überarbeiteter Banknoten und Münzen bekanntgegeben. Es handelt sich um die erste komplette Neuausgabe von Banknoten seit 2012 und von Münzen seit 2023. Offiziell abgeschafft wird die 5-Cent-Münze, während erstmals eine 20-Cent-Münze ausgegeben wird.

## Dollar oder Mark?
Bei den Planungen zur Einführung einer neuen Währung nach der Unabhängigkeit (1990) prägte die neu gegründete Bank von Namibia zunächst Probesätze, die dann dem Windhoeker Finanzministerium vorgelegt wurden. Da über die Bezeichnung für die neue Währung anscheinend noch nicht entschieden war, wurden die Proben sowohl in Dollar als auch in Mark ausgeführt. Die Entscheidung fiel dann zugunsten des Dollars aus.
Die Probesätze mit einer Auflage von 1000 Stück umfassten vier verschiedene Münzen: 1 Mark, 1 Dollar (beide in Kupfernickel), 10 Mark und 10 Dollar (beide in Silber). Auf der Vorderseite der auf Mark lautenden Münzen ist ein sitzender Löwe abgebildet, die Dollar-Serie zeigt einen Menschen des Volksstammes der San mit Pfeil und Bogen, dazu kommen jeweils die Wertangabe und der Vermerk „PROBE“/„ESSAI“. Die Rückseite der 1-Mark- und 1-Dollar-Münzen zeigt noch das alte Wappen Namibias zwischen zwei Ähren, die Aufschrift „NAMIBIA“ und die Jahreszahl „1990“. Auf der ansonsten gleich gestalteten Rückseite der 10-Mark- und 10-Dollar-Münzen findet sich anstelle der Ähren die Umschrift „INDEPENDENCE“ (englisch Unabhängigkeit) und „UNABHÄNGIGKEIT“.

## Münzen

### Seit August 2025
| Bild        | Bild      | Wert     | Durch- messer | Beschreibung                                                    | Beschreibung    | Material                               |
| Vorderseite | Rückseite | Wert     | Durch- messer | Vorderseite                                                     | Rückseite       | Material                               |
| ----------- | --------- | -------- | ------------- | --------------------------------------------------------------- | --------------- | -------------------------------------- |
|             |           | 10 cent  | ∅ 15,5 mm     | Mahangu-Ähre als Symbol für die Landwirtschaft in Namibia       | Wappen Namibias | verkupferter Stahl                     |
|             |           | 20 cent  | ∅ 17,5 mm     | Sonne und Windkraftrad als Symbol für Erneuerbare Energien      | Wappen Namibias | verkupferter Stahl                     |
|             |           | 50 cent  | ∅ 19,5 mm     | Sossusvlei und Deadvlei als Symbol für den Tourismus in Namibia | Wappen Namibias | Messingbeschichteter Stahl             |
|             |           | 1 Dollar | ∅ 21,5 mm     | zwei Hände die Geld austauschen als Symbol für den Handel       | Wappen Namibias | Messingbeschichteter Stahl             |
|             |           | 5 Dollar | ∅ 29 mm       | Diamant als Symbol für den Bergbau in Namibia                   | Wappen Namibias | Messing- und Nickelbeschichteter Stahl |

### Seit Dezember 1993
| Bild        | Bild      | Wert    | Durch- messer | Beschreibung   | Beschreibung    | Material         |
| Vorderseite | Rückseite | Wert    | Durch- messer | Vorderseite    | Rückseite       | Material         |
| ----------- | --------- | ------- | ------------- | -------------- | --------------- | ---------------- |
|             |           | 5 cent  | ∅ 17 mm       | Aloe           | Wappen Namibias | Nickel/Stahl     |
|             |           | 10 cent | ∅ 21,5 mm     | Kameldorn      | Wappen Namibias | Nickel/Stahl     |
|             |           | 50 cent | ∅ 24 mm       | Köcherbaum     | Wappen Namibias | Nickel/Stahl     |
|             |           | N$ 1    | ∅ 22,5 mm     | Gaukler        | Wappen Namibias | Aluminium/Bronze |
|             |           | N$ 5    | ∅ 25 mm       | Schreiseeadler | Wappen Namibias | Aluminium/Bronze |

Prägejahre der Münzen sind 1993, 1996, 1998, 2000, 2002, 2006, 2008, 2009, 2010, 2012 und 2015.

### Sondermünzen
Aus Anlass des 20-jährigen Jubiläums der Bank of Namibia wurden am 16. Juli 2010 zwei Sondermünzen vorgestellt. Die eine Münze ist eine Umlaufmünze mit dem Nennwert von N$ 10. Sie zeigt das Porträt des Staatsgründers Sam Nujoma und auf der Rückseite das Wappen Namibias.

Gedenk-Sondermünze als Zahlungsmittel

 Hiervon wurden fünf Millionen Stück geprägt.
Eine zweite Sondermünze mit dem Nennwert von N$ 20 ist als reine Sammlermünze in einer Stückzahl von nur 200 geprägt worden. Auf dieser befindet sich das Jubiläumslogo der Zentralbank.

### Sammlermünzen
Die namibische Zentralbank hat zahlreiche Sondermünzen herausgebracht, die als reine Sammlermünzen nicht im Zahlungsverkehr zu finden sind. Hierzu gehören die aus Anlass der Unabhängigkeitsjubiläen herausgegebenen Münzen
- 5 Jahre Unabhängigkeit (1995): N$ 1 in Kupfernickel, N$ 10 in Silber, N$ 100 in Gold, Motiv Sanddünen,
- 10 Jahre Unabhängigkeit (2000): N$ 10 und N$ 20 in Silber, N$ 5 in Gold, Motiv Löwenpaar.

Mit Ausnahme der 5-Dollar-Münze handelt es sich dabei um Farbmünzen.
Weitere Farbmünzen sind
- Olympische Spiele (1994): N$ 10 aus Silber und N$ 100 aus Gold, Motiv Läufer und Gepard,
- Wahl zur Miss Universe in Namibia (1995): N$ 1 aus Kupfernickel (Motiv Oryxantilope), N$ 10 aus Silber (Motiv Leopard), N$ 100 aus Gold (Motiv Löwin),
- Schutz der Meerestiere (1998): N$ 1 aus Kupfernickel, N$ 10 und N$ 20 aus Silber, N$ 100 aus Gold, Motiv Blauwale.

Unter dem Titel „Endangered Wildlife“ (deutsch Gefährdete Tierwelt) wurden Silbermünzen zu N$ 10 u. a. mit folgenden Motiven herausgegeben
- Klippschliefer  (2009)
- Löffelhund (2009)

Die Serie „Große Monarchen (Great Monarchs)“ von 2009 besteht aus Silbermünzen zu N$ 10, die das Bild einer historischen Münze mit dem jeweiligen Monarchen bzw. der jeweiligen Monarchin zeigen. So trägt beispielsweise die Münze zu Napoleon Bonaparte das Bild der Goldmünze zu 20 Francs aus den Jahren 1809 bis 1814, des Napoléon d’or. Der Bereich, in dem auf der Silbermünze die jeweilige historische Goldmünze dargestellt wird, ist vergoldet. Dargestellte Personen sind:
- Kaiser Wilhelm I.,
- Kaiser Friedrich III.,
- Kaiser Wilhelm II.,
- König Ludwig II.,
- Napoleon Bonaparte,
- Königin Elizabeth II.,
- Kaiserin Katharina II.,
- Kaiserin Maria Theresia.

Neben diesen Serien gibt es mehrere einzelne Gedenkmünzen, wie beispielsweise die Silbermünze zu N$ 10 von 2008 zum Gedenken an die Fünfmastbark Potosi oder die Goldmünze zu N$ 50 zum Gedenken an Lady Diana.

## Banknoten

### Seit August 2025
Die Banknoten im Wert von 10 und 20 Namibia-Dollar werden erstmals als Hybrid-Noten auf Papier und Kunststoff herausgegeben.
| Bild        | Bild      | Wert   | Format      | Beschreibung    | Beschreibung   | Beschreibung       |
| Vorderseite | Rückseite | Wert   | Format      | Vorderseite     | Rückseite      | Farbe              |
| ----------- | --------- | ------ | ----------- | --------------- | -------------- | ------------------ |
|             |           | N$ 10  | 129 × 70 mm | Sam Nujoma      | Springbock     | blau-orange        |
|             |           | N$ 20  | 134 × 70 mm | Sam Nujoma      | Hartebeest     | braun-orange       |
|             |           | N$ 50  | 140 × 70 mm | Hendrik Witbooi | Kudu           | grün-gelb          |
|             |           | N$ 100 | 147 × 70 mm | Hendrik Witbooi | Oryx           | rot-pink           |
|             |           | N$ 200 | 152 × 70 mm | Hendrik Witbooi | Pferdeantilope | violett-ocker-grün |

### Seit 2012
Am 21. März 2012, zur 22-jährigen Unabhängigkeitsfeier, wurden neue Banknoten zu gleichen Werten, jedoch mit erhöhten Sicherheitsmerkmalen und neuem Layout, vorgestellt. Insbesondere die 10- und 20-Dollar-Banknoten wurden verändert, da sie nun das Konterfei von Gründungspräsident Sam Nujoma tragen. Die neuen Banknoten kamen am 15. Mai 2012 in Umlauf. Am 3. Juni 2013 gab die Bank of Namibia bekannt, dass die 10- und die 20-Dollar-Note der neuen Serie wegen Zerstörung des diamantenförmigen Sicherheitsmerkmals beim Falten sowie allgemein vorzeitiger Alterung der Banknoten durch eine neue Ausgabe ersetzt werden wird. Am 12. Juni 2013 wurde bekannt gegeben, dass die Ausgabe am 17. Juni 2013 beginnen wird. Bei der verbesserten Ausgaben haben die Sicherheitsmerkmale Nr. 1 (Diamant) und Nr. 2 (Angabe „BON 10“ bzw. „BON 20“) den Platz getauscht.
Seit Oktober 2015 werden modifizierte Banknoten im Wert von N$ 10 und N$ 20 ausgegeben. Auf der Vorderseite wurde der Diamant als sichtbares Hauptmerkmal entfernt, die Rückseite blieb erneut unverändert. Im Januar 2025 wurde die Ausgabe einer Gedenkbanknote zu Ehren des verstorbenen Staatspräsidenten Hage Geingob bekanntgegeben, die am 45. März 2025 vorgestellt wurde.
| Bild        | Bild      | Wert  | Format      | Beschreibung                                                                                            | Beschreibung | Beschreibung |
| Vorderseite | Rückseite | Wert  | Format      | Vorderseite                                                                                             | Rückseite | Farbe        |
| ----------- | --------- | ----- | ----------- | --- | --- | ------------ |
|             |           | N$ 60 | 140 × 70 mm | Hage Geingob, Unabhängigkeits-Gedenkmuseum, stehende Menschenmenge Schriftzug: H.E. Dr. Hage G. Geingob | Hage Geingob, Windkraftanlagen, Wasserstofftank Wappen Namibias, Schriftzug: This beautiful house we call Namibia, H.E. Dr. Hage G. Geingob, 21st March 2015 | braun-grün   |

| Bild        | Bild      | Wert  | Format | Beschreibung                                                                            | Beschreibung                            | Beschreibung |
| Vorderseite | Rückseite | Wert  | Format | Vorderseite                                                                             | Rückseite                               | Farbe        |
| ----------- | --------- | ----- | ------ | --------------------------------------------------------------------------------------- | --------------------------------------- | ------------ |
|             |           | N$ 30 |        | Sam Nujoma, Hifikepunye Pohamba, Hage Geingob Schriftzug: 30th Independence Anniversary | zwei Spitzmaulnashörner Wappen Namibias | blau         |

| Bild        | Bild      | Wert  | Format      | Beschreibung            | Beschreibung               | Beschreibung |
| Vorderseite | Rückseite | Wert  | Format      | Vorderseite             | Rückseite                  | Farbe        |
| ----------- | --------- | ----- | ----------- | ----------------------- | -------------------------- | ------------ |
|             |           | N$ 10 | 129 × 70 mm | Sam Nujoma Tintenpalast | Springbock Wappen Namibias | blau         |
|             |           | N$ 20 | 134 × 70 mm | Sam Nujoma Tintenpalast | Hartebeest Wappen Namibias | orange       |

| Bild        | Bild      | Wert  | Format      | Beschreibung            | Beschreibung               | Beschreibung |
| Vorderseite | Rückseite | Wert  | Format      | Vorderseite             | Rückseite                  | Farbe        |
| ----------- | --------- | ----- | ----------- | ----------------------- | -------------------------- | ------------ |
|             |           | N$ 10 | 129 × 70 mm | Sam Nujoma Tintenpalast | Springbock Wappen Namibias | blau         |
|             |           | N$ 20 | 134 × 70 mm | Sam Nujoma Tintenpalast | Hartebeest Wappen Namibias | orange       |

| Bild        | Bild      | Wert   | Format      | Beschreibung                 | Beschreibung                   | Beschreibung |
| Vorderseite | Rückseite | Wert   | Format      | Vorderseite                  | Rückseite                      | Farbe        |
| ----------- | --------- | ------ | ----------- | ---------------------------- | ------------------------------ | ------------ |
|             |           | N$ 10  | 129 × 70 mm | Sam Nujoma Tintenpalast      | Springbock Wappen Namibias     | blau         |
|             |           | N$ 20  | 134 × 70 mm | Sam Nujoma Tintenpalast      | Hartebeest Wappen Namibias     | orange       |
|             |           | N$ 50  | 140 × 70 mm | Hendrik Witbooi Tintenpalast | Großer Kudu Wappen Namibias    | grün         |
|             |           | N$ 100 | 147 × 70 mm | Hendrik Witbooi Tintenpalast | Oryx Wappen Namibias           | rot          |
|             |           | N$ 200 | 152 × 70 mm | Hendrik Witbooi Tintenpalast | Pferdeantilope Wappen Namibias | violett      |

### Banknoten vor 2012
Diese Banknoten sind seit 1993 beziehungsweise 1996 in Umlauf. Sie wurden am 21. März 2012 durch neue Banknoten, die am 15. Mai 2012 in Umlauf gebracht wurden ersetzt, behalten bis auf Weiteres jedoch ihre Gültigkeit.
| Bild        | Bild      | Wert   | Format      | Beschreibung                                 | Beschreibung                   | Beschreibung |
| Vorderseite | Rückseite | Wert   | Format      | Vorderseite                                  | Rückseite                      | Farbe        |
| ----------- | --------- | ------ | ----------- | -------------------------------------------- | ------------------------------ | ------------ |
|             |           | N$ 10  | 128 × 70 mm | Hendrik Witbooi Wappen Namibias Tintenpalast | Springbock Flagge Namibias     | blau         |
|             |           | N$ 20  | 134 × 70 mm | Hendrik Witbooi Wappen Namibias Tintenpalast | Hartebeest Flagge Namibias     | orange       |
|             |           | N$ 50  | 140 × 70 mm | Hendrik Witbooi Wappen Namibias Tintenpalast | Großer Kudu Flagge Namibias    | grün         |
|             |           | N$ 100 | 146 × 70 mm | Hendrik Witbooi Wappen Namibias Tintenpalast | Oryx Flagge Namibias           | rot          |
|             |           | N$ 200 | 152 × 70 mm | Hendrik Witbooi Wappen Namibias Tintenpalast | Pferdeantilope Flagge Namibias | rot/blau     |

1 20-Dollar-Note seit 1996.

2 200-Dollar-Note seit 2001.

### Sondernoten
Seit dem 21. März 2020, dem 30. Unabhängigkeitstag, wird eine Gedenkbanknote ausgegeben. Sie hat einen Wert von 30 Namibia-Dollar und zeigt die Gesichter aller drei bisheriger Staatspräsidenten auf der Vorder- und Nashörner auf der Rückseite. Im März 2025 wurde eine 60-Dollar-Gedenknote für Hage Geingob herausgegeben.

## Geschichte

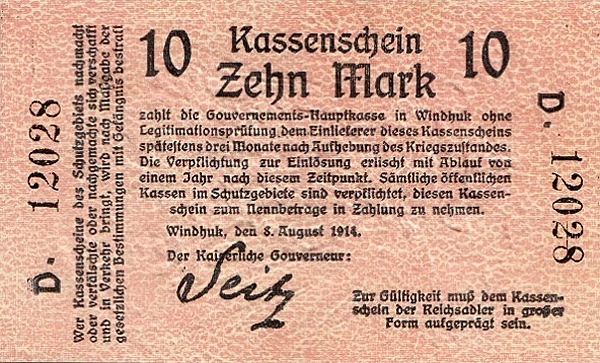
10-Mark des kaiserlichen Gouvernements in Deutsch-Südwestafrika

Vor dem Namibia-Dollar waren seit Mitte der 1910er Jahre das Pfund Sterling, ab 1922 das Südafrikanische Pfund und ab 1961 der Südafrikanische Rand gesetzliches Zahlungsmittel. Zu Zeiten Deutsch-Südwestafrikas fand die Goldmark, ab 1914 ein von Gouverneur Theodor Seitz in Auftrag gegebener „Kassenschein“ (Seitz-Noten) als Notgeld Anwendung. Er wurde von der Swakopmunder Buchhandlung gedruckt.